# Anomphalus
Anomphalus (лат.) — вымерший род морских брюхоногих моллюсков из ископаемого семейства †Anomphalidae, входящему в отряд †Euomphalina. Anomphalus жили в основном в палеозое (девон, карбон, пермь), с отдельными находками в мезозое (юра, триас).

## Описание
Раковины Anomphalidae округлые, ротелловидные, завитки глубоко охватывают сверху; внешняя губа прозоклинная; колумеллярная губа утолщена, сильно варьирует от вида к виду, создавая различные умбиликульные признаки, так что раковина варьируется от сильно криптомфальной до фанеромфальной; внешняя поверхность полированная.

## Классификация и распространение
Известно более 20 ископаемых видов. Северная Америка, Европа, Северо-Восточная и Юго-Восточная Азия. Род Anomphalus был впервые выделен в 1866 году (Meek and Worthen 1866). Его включали в состав отряда Euomphalina (Sepkoski 2002); в подсемейство Anomphalinae (Kaim et al. 2014); и в семейство Anomphalidae (Knight et al. 1960; Bouchet et al. 2005; Mazaev 2015; Nützel and Ketwetsuriya 2016)
- Anomphalus amorphus Haas, 1953
- Anomphalus barskovi Mazaev, 2015[6]
- Anomphalus biconcavus Haas, 1953
- Anomphalus blancus Kues & Batten, 2001
- Anomphalus fusuiensis Pan & Erwin, 2002
- Anomphalus glaucus Mazaev, 2019[7]
- Anomphalus jaggerius Plas, 1972
- Anomphalus japonicus Nützel, 2012[8]
- Anomphalus lateumbilicatus Nützel & Ketwetsuriya, 2016[9]
- Anomphalus minutus Grabau, 1936
- Anomphalus murankaensis Mazaev, 2020[10]
- Anomphalus ovaliformis X.-D.Qiao, 1983
- Anomphalus planus B.K.Likharev, 1967[11]
- Anomphalus rotalus Meek & Worthen, 1867
- Anomphalus rotulensis B.K.Likharev, 1967[11]
- Anomphalus rotulus Meek & Worthen, 1866 (1867) (США, карбон) typus
- Anomphalus spec Yochelson, 1956
- Anomphalus striatus Mazaev, 1997[12]
- Anomphalus studiosus Yochelson, 1956[13]
- Anomphalus sundaicus Wanner, 1942
- Anomphalus umbilicatus Knight, 1933
- Anomphalus umbilicoliratus Batten, 1966
- Anomphalus vanescens Yochelson, 1956[13]
- Anomphalus verruciferus (C.A.White, 1881)
- Anomphalus weixinensis Pan, 1985

исключённые виды
- Bolicharewia straparolliformis (Mazaev, 1997)
  - =Anomphalus straparolliformis Mazaev, 1997[12]
- Euomphalus permianus (King, 1848)
  - =Anomphalus permianus (King, 1848)
  - =Straparollus permianus (King, 1848
- Margarita prisca (Waagen, 1880)
  - =Anomphalus priscus (Waagen, 1880)
- Rotella helicoides (Münster, 1841)
  - =Anomphalus helicoides (Münster, 1841)
  - =Euomphalus complanatus Klipstein, 1843
  - =Euomphalus pygmaeus Münster, 1841
  - =Euomphalus reconditus Klipstein, 1843
  - =Euomphalus sphaeroidicus Klipstein, 1843
  - =Umbonium helicoides (Münster, 1841)
- Dawsonella meeki (Bradley, 1872)
  - =Anomphalus meeki Bradley, 1872
- Rotella verruculiferus (White, 1881)
  - =Anomphalus verruculiferus (White, 1881)
- Turbinilopsis decoratus (Delpey, 1941)
  - =Anomphalus decoratus (Delpey, 1941)